# Известия высших учебных заведений. Радиоэлектроника
«Известия высших учебных заведений. Радиоэлектроника» или «Известия вузов. Радиоэлектроника» (английская версия журнала Radioelectronics and Communications Systems) — международный ежемесячный научно-технический журнал из серии научных журналов, издаваемых различными вузами. Издается с 1958 года Киевским политехническим институтом. Выходит 12 раз в год. Включен в перечень ведущих рецензируемых научных журналов ВАК Российской Федерации и ВАК Украины, рекомендованных для публикации основных научных результатов.

## Выходные данные
| Импакт-фактор по различным базам | Импакт-фактор по различным базам | Импакт-фактор по различным базам | Импакт-фактор по различным базам | Импакт-фактор по различным базам | Импакт-фактор по различным базам |
| -------------------------------- | -------------------------------- | -------------------------------- | -------------------------------- | -------------------------------- | -------------------------------- |
| Индекс                           | Год                              | Год                              | Год                              | Год                              | Год                              |
| Индекс                           | 2009                             | 2010                             | 2011                             | 2012                             | 2013                             |
| РИНЦ                             | 0,191                            | 0,237                            | 0,182                            | 0,249                            | 0,237                            |
| SJR                              | 0,163                            | 0,193                            | 0,187                            | 0,196                            | 0,203                            |

### ISSN
- ISSN 0021-3470 печатная версия, статьи на языке оригинала (русский)
- ISSN 2307-6011 электронная версия, статьи на языке оригинала (русский)
- ISSN 0735-2727 печатная версия, статьи на английском языке (перевод)
- ISSN 1934-8061 электронная версия, статьи на английском языке (перевод)

### Разрешительные документы
- КВ № 171 от 01.11.1993 — свидетельство о государственной регистрации печатного средства массовой информации выдано государственным комитетом телевидения и радиовещания Украины
- КВ № 10692 от 01.12.2005 — свидетельство о государственной регистрации печатного средства массовой информации выдано государственным комитетом телевидения и радиовещания Украины
- РП № 179 от 10.09.2009 — разрешение на распространение продукции зарубежных периодических изданий на территории Российской Федерации выдано Федеральной службой по надзору в сфере связи, информационных технологий и массовых коммуникаций (Роскомнадзор)

## Индексирование
Журнал реферируется и индексируется в следующих международных базах данных: Academic OneFile, Inspec, Scopus, РИНЦ, ВИНИТИ, Gale, OCLC, SCImago, Summon by Serial Solutions и EI-Compendex.

## История названий
- 1958—1966 гг. «Известия высших учебных заведений Министерства высшего и среднего специального образования СССР. Радиотехника» (Известия вузов МВиССО СССР. Радиотехника)
- 1967—1991 гг. «Известия высших учебных заведений Министерства высшего и среднего специального образования СССР. Радиоэлектроника» (Известия вузов МВиССО СССР. Радиоэлектроника)
- с 1992 г. журнал выходит под названием «Известия высших учебных заведений. Радиоэлектроника» (Известия вузов. Радиоэлектроника)

## История журнала
| Сокращенные названия журнала (русская версия) | Сокращенные названия журнала (русская версия) |
| --------------------------------------------- | --------------------------------------------- |
| Известия вузов МВиССО СССР. Радиотехника      | 1958—1966                                     |
| Известия вузов МВиССО СССР. Радиоэлектроника  | 1967—1991                                     |
| Известия вузов. Радиоэлектроника              | с 1992                                        |

В 1957 году Министерство высшего и среднего специального образования СССР организовало серию из 22 научных журналов высшей школы «Известия высших учебных заведений МВиССО СССР» по различным наукам. При этом предполагался международный статус журналов, где могли печататься статьи авторов СССР, социалистических и капиталистических стран.
В связи с достижениями в области радиоэлектроники радиотехнического факультета национального технического университета Украины «КПИ», где впервые в мире под руководством С. И. Тетельбаума были созданы мощные лампы обратной волны непрерывного действия, издание журнала «Известия высших учебных заведенный МВиССО СССР. Радиотехника» было поручено КПИ. Ответственным редактором был назначен профессор С. И. Тетельбаум, а его заместителем — доцент Я. К. Трохименко. В состав редакционной коллегии журнала вошли выдающиеся учёные, которые руководили радиотехническими кафедрами высших учебных заведений с большим объёмом научных разработок. Первый номер журнала вышел в январе 1958 года.
С 1967 года журнал начал выходить под названием «Известия вузов МВиССО СССР. Радиоэлектроника», а главным редактором был назначен профессор Я. К. Трохименко.
В 1990 году на коллегии МВиССО СССР журнал был признан лучшим среди научных журналов высшей школы СССР. В это время журнал издавался тиражом 5000 экземпляров и распространялся в 126 странах мира. Перевод журнала на английском языке издается фирмой Faraday Press, Inc. (США), а с No. 1 1977 года фирмой Allerton Press, Inc. (США) под названием «Radioelectronics and Communications Systems».
Публикация статей в журнале разрешала авторам претендовать на получение грантов из фонда Сороса.
В 1992 году учредителями журнала «Известия вузов. Радиоэлектроника» стали Министерство образования Украины и Национальный технический университет Украины «Киевский политехнический институт».

## Англоязычная версия
Журнал переводится на английский язык издательством «Allerton Press, Inc.» и переиздается в Нью-Йорке под названием «Radioelectronics and Communications Systems».
С 2007 года печатный и электронный варианты журнала «Radioelectronics and Communications Systems» распространяются издательством Springer

## Основные разделы
- Антенно-фидерные устройства и техника СВЧ
- Вакуумные и газоразрядные приборы
- Твердотельная электроника и интегральная схемотехника
- Оптические системы локации, связи и обработки информации
- Применение ЭВМ для исследования и проектирования радиоэлектронных устройств и систем
- Квантовая электронная техника
- Конструирование радиоэлектронной аппаратуры
- Радиолокация и радионавигация
- Радиотехнические устройства и системы
- Теоретические основы радиотехники

## Главный редактор
- 1958—1966 гг. — Тетельбаум Семен Исакович, Киевский политехнический институт (КПИ), СССР
- 1967—2008 гг. — Трохименко Ярослав Карпович, Киевский политехнический институт (КПИ), СССР, позже Украина
- с 2009 г. — Дубровка Федор Федорович, Национальный технический университет Украины «Киевский политехнический институт» (НТУУ КПИ), Киев, Украина

## Редколлегия

### 2009 год
- П. А. Бакулев (Московский авиационный институт (МАИ), Россия)
- П. Е. Баранов (Одесский национальный политехнический университет (ОНПУ), Украина)
- Д. М. Ваврив (Радиоастрономический институт Национальной академии наук Украины (РАИ НАНУ), Харьков, Украина)
- Д. И. Воскресенский (Московский авиационный институт (МАИ), Россия)
- В. И. Гузь (НПО «Квант-радиолокация», Киев, Украина)
- Т. Достал (Технологический университет, Брно, Чехия)
- О. О. Дробахин (Днепропетровский национальный университет имени Олеся Гончара (ДНУ), Украина)
- С. Я. Жук (Национальный технический университет Украины «КПИ» (НТУУ КПИ), Киев, Украина)
- Ю. Ф. Зиньковский (Национальный технический университет Украины «КПИ» (НТУУ КПИ), Киев, Украина)
- А. А. Кириленко (Институт радиофизики и электроники имени О. Я. Усикова Национальной академии наук Украины (ИРЭ НАНУ), Харьков, Украина)
- А. В. Кисляковский (зам. главного редактора, Национальный технический университет Украины «КПИ» (НТУУ КПИ), Киев, Украина)
- А. С. Коротков (Санкт-Петербургский государственный политехнический университет (СПбГПУ), Россия)
- С. Н. Литвинцев (отв. секретарь, Национальный технический университет Украины «КПИ» (НТУУ КПИ), Киев, Украина)
- Д. Модельски («Варшавская политехника», Варшава, Польша)
- В. В. Муравьев (Белорусский государственный университет (БГУ), Минск, Беларусь)
- В. И. Найденко (Национальный технический университет Украины «КПИ» (НТУУ КПИ), Киев, Украина)
- В. П. Попов (Таганрогский технологический институт ЮФУ (ТТИ ЮФУ), Россия)
- В. И. Правда (зам. главного редактора, Национальный технический университет Украины «КПИ» (НТУУ КПИ), Киев, Украина)
- И. Н. Прудиус (Национальный университет «Львовская политехника», Украина)
- З. Райда (Технологический университет, Брно, Чехия)
- А. И. Рыбин (зам. главного редактора, Национальный технический университет Украины «КПИ» (НТУУ КПИ), Киев, Украина)
- В. И. Слюсар (ЦНИИ ВиВТ ВСУ, Киев, Украина)
- В. П. Тараненко (Национальный технический университет Украины «КПИ» (НТУУ КПИ), Киев, Украина)
- В. М. Шокало (Харьковский национальный университет радиоэлектроники (ХНУРЭ), Украина)
- П. Эденгофер (Рурский университет, Бохум, Германия)
- Е. М. Ящишин («Варшавская политехника», Варшава, Польша)

### 2010 год
- П. А. Бакулев (Московский авиационный институт (МАИ), Россия)
- П. Е. Баранов (Одесский национальный политехнический университет (ОНПУ), Украина)
- Д. М. Ваврив (Радиоастрономический институт Национальной академии наук Украины (РАИ НАНУ), Харьков, Украина)
- Д. И. Воскресенский (Московский авиационный институт (МАИ), Россия)
- В. И. Гузь (НПО «Квант-радиолокация», Киев, Украина)
- Т. Достал (Технологический университет, Брно, Чехия)
- О. О. Дробахин (Днепропетровский национальный университет имени Олеся Гончара (ДНУ), Украина)
- С. Я. Жук (Национальный технический университет Украины «КПИ» (НТУУ КПИ), Киев, Украина)
- Ю. Ф. Зиньковский (Национальный технический университет Украины «КПИ» (НТУУ КПИ), Киев, Украина)
- А. А. Кириленко (Институт радиофизики и электроники имени О. Я. Усикова Национальной академии наук Украины (ИРЭ НАНУ), Харьков, Украина)
- А. В. Кисляковский (зам. главного редактора, Национальный технический университет Украины «КПИ» (НТУУ КПИ), Киев, Украина)
- А. С. Коротков (Санкт-Петербургский государственный политехнический университет (СПбГПУ), Россия)
- С. Н. Литвинцев (отв. секретарь, Национальный технический университет Украины «КПИ» (НТУУ КПИ), Киев, Украина)
- Д. Модельски («Варшавская политехника», Варшава, Польша)
- В. И. Найденко (Национальный технический университет Украины «КПИ» (НТУУ КПИ), Киев, Украина)
- В. П. Попов (Таганрогский технологический институт ЮФУ (ТТИ ЮФУ), Россия)
- В. И. Правда (зам. главного редактора, Национальный технический университет Украины «КПИ» (НТУУ КПИ), Киев, Украина)
- И. Н. Прудиус (Национальный университет «Львовская политехника», Украина)
- З. Райда (Технологический университет, Брно, Чехия)
- А. И. Рыбин (зам. главного редактора, Национальный технический университет Украины «КПИ» (НТУУ КПИ), Киев, Украина)
- В. И. Слюсар (ЦНИИ ВиВТ ВСУ, Киев, Украина)
- В. П. Тараненко (Национальный технический университет Украины «КПИ» (НТУУ КПИ), Киев, Украина)
- А. Р. Трифонов (Воронежский государственный университет (ВГУ), Воронеж, Россия)
- В. М. Шокало (Харьковский национальный университет радиоэлектроники (ХНУРЭ), Украина)
- П. Эденгофер (Рурский университет, Бохум, Германия)
- Е. М. Ящишин («Варшавская политехника», Варшава, Польша)

## Известные авторы
- Тетельбаум Семён Исаакович
- Воскресенский Дмитрий Иванович
- Бакулев Пётр Александрович
- Слюсар Вадим Иванович